# 大日本帝國海軍
大日本帝国海军（日语：〔〕／ Dai Nippon Teikoku Kaigun）是日本军的海上武裝力量，有时会用“日本海军”或“帝国海军”来称呼，二次大戰後日本也称其为“旧日本海軍”、“旧帝国海軍”。組建於1872年（明治5年）、解散於1947年（昭和22年）。
大日本帝国海军由海軍大臣領導的海军省管理，實際的軍令指揮則歸軍令部，根据《大日本帝国宪法》从日本内阁上独立，最高统帅权直属於天皇，在发生战争的时候，一般会和陆军合同设置一个大本营，但雙方仍然關係不佳，而海陸兩軍的作戰思維相當不同，以佐藤鐡太郎為首的海軍思想家的指導下，與陸軍的擴張性外交相反，海军更加偏重本土自衛性嚇阻戰略，主要战历包括了甲午战争的黄海海战，日俄战争的对马海峡海战和第二次世界大战的太平洋战争。並以美國為假想敵，組成當時英美兩大列強以外最強大的海軍。從戰史來看，戰術上能積極攻擊敵人，力求一次決戰定勝負，在東南亞一度打敗了英國的遠東艦隊。

## 历史

### 早期

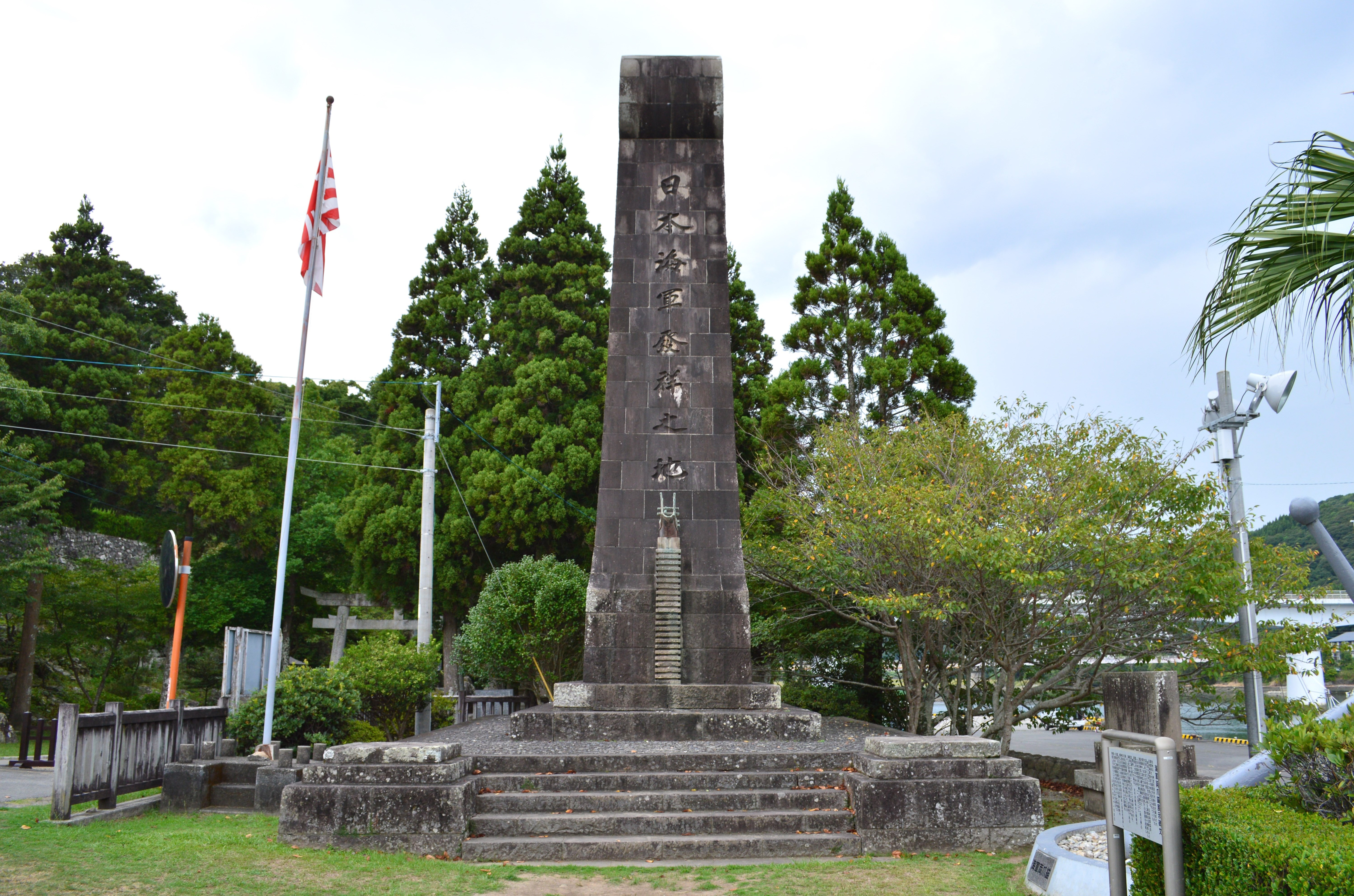
日本海軍發源地美美津

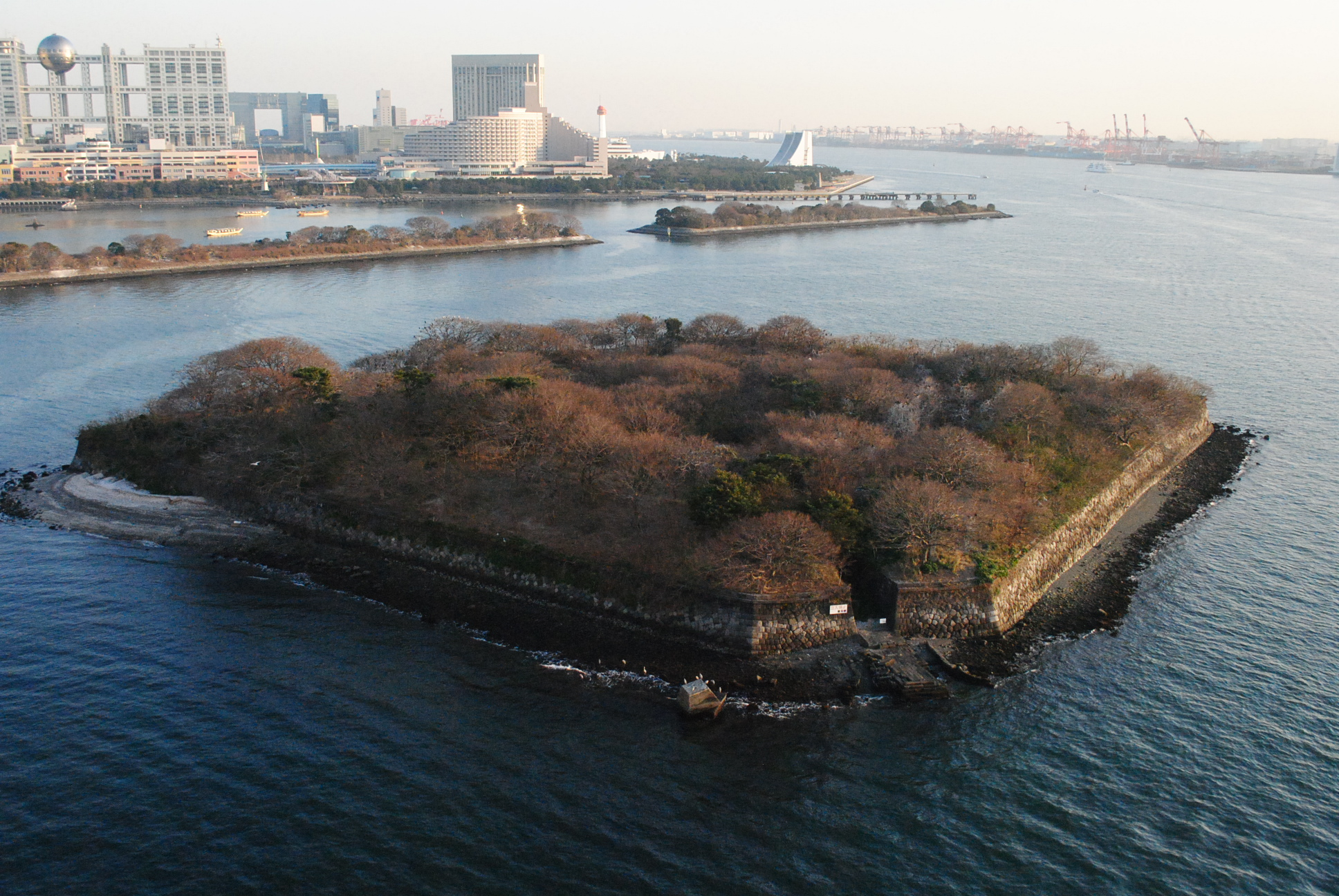
第六號御台場是一座江户时代的人工島，在早期是為防止海軍入侵東京而建的一系列防御工事之一。

继承古日本神话中神武天皇东征时船的停泊处，把宫崎县日向市美美津作为日本海军的发扬地，在美美津依然有原海军大将米内光政立的日本海军发扬地（「日本海軍発祥の地」）之碑。直到中世纪以来日本一直维持着水军，虽然在德川家的锁国政策下一度在江户时期废除水军，同时又禁止建造大型船舶，不过在外国商船的影响下幕府和其它各藩重新加强海上防御措施，建立如长崎海军传习所等组织，成为后来日本海军的早期砥柱。
在成立全新的明治政府后则继承这些海军操练所与海军伝习所外加其他相关人员和装备。1870年（明治3年），陆海军正式分离。1872年（明治5年），海军省在川村纯义与胜海舟的指导下在东京都筑地区建立。1876年（明治9年）创立海军兵学校。1893年（明治26年）成立军令部。由於萨摩藩在西南战争中失去的影响力，早期的明治政府把陆军的发展重於海军。1903年（明治36年），在成立参谋本部后，通过了两名海军大臣西乡从道和山本权兵卫的主张，开始对舰队的装备和组织结构进行一番改革，到日清战争（甲午战争）时，日本海军已经拥有31艘军舰和24艘水雷艇。到日俄战争时，则达到七十六艘军舰外加七十六艘水雷艇的规模。1920年（大正9年），在日俄战争结束后，海军开始一套以美国海军为假想敌的“八八舰队”（八艘战舰加上八艘巡洋舰）增强政策。因为在1922年（大正11年）签订的华盛顿海军条约和1930年（昭和5年）的伦敦海军条约的影响导致主力舰的建造一度被中断，但在伦敦海军条约破裂后则重新开始扩充。1941年（昭和16年），到太平洋战争开战前，日本海军的旗下拥有十艘战舰，三百八十五艘舰艇和包括零战在内的3260架军用机。从日俄战争（明治38年）胜利以来一直到太平洋战争（昭和20年）战败，大日本帝国海军一直和英国皇家海军与美国海军构成全球范围内的世界三大海军。
1932年（昭和7年），海军学校的十一名青年校尉在著名的“五一五事件”中射杀当时的日本首相犬养毅以试图发动政变。1936年（昭和11年），1083名陆军官兵发动“二二六事件”，驻扎在横須賀鎮守府的海军陆战队被派往东京镇压反叛军，一度冲进首相官邸为救出被困的時任首相冈田启介。据说当时米内光政和井上成美参谋长在一年前就预料到陆军的行为，并且特意把长门旗下的第一舰队派遣到东京湾。

### 甲午战争
因为清朝日本两国在朝鲜半岛的利益，为对抗北洋水师新建造的军舰，日本海军延续自己现代化的改革。甲午战争终於在1894年（明治27年）8月1日正式开战，虽然在之前已经有几次交战。9月17日，日本海军在鸭绿江口的黄海海战中重创北洋水师，清国海军舰队损失十二艘军舰裡的八艘。虽然日本海军在这次战役中获得胜利，但日本海军军舰无法有效的击穿清国海军的两艘由德国伏尔铿造船厂制造的战列舰（定远最终被鱼雷击沉，而镇远则被虏获）。此次交战让日本海军注意到对大型战列舰和小型攻击型舰艇的需求。根据随后在1895年（明治28年）4月17日签订的下关条约（马关条约），台湾被迫割让直到1945年（昭和20年）。虽然日本也获得辽东半岛，但在俄国的逼迫下把其归还给清国政府，之后俄国自己则接管这片地区。

### 镇压义和团之乱
1900年（明治33年）日本和其他列强一起参加镇压中国义和团运动的军事行动。日本海军贡献最大规模的军舰（50艘当中的18艘），同时又增派最大数量的步兵（54000名联合军中的20840人来自於日本陆军和海军）。这次行动让日本海军看到不少西方列强军队的战斗规则。

### 日俄战争
在日清战争后由於俄国介入而被迫归还辽东半岛的事实，使日本海军开始规划未来的战争。随即在“卧薪尝胆”的口号下开始横跨十年的海军扩张计划，在此期间建造109艘军舰，总吨位超过二十万吨，海军人员的规模从15100人扩大到40800人。全新的舰队包括六艘战列舰、八艘装甲巡洋舰、九艘巡洋舰、二十四艘驱逐舰和六十三艘鱼雷艇。其中1902年（明治35年）交付的三笠号战列舰是当时世界上最大的军舰之一。在此期间，三菱等公司也开始自行建造舰艇。日本海军也开始组建潜艇部队，1904年（明治37年），日本海军从通用动力电船公司购买的五艘潜水艇运抵横须贺海军工厂，次年年底组装完毕并投入使用。
1904年（明治37年）2月8日，酝酿已久的日俄战争正式爆发。1905年（明治38年）5月，在日本海海战中海军大将东乡平八郎的旗舰三笠号率领着日本海军几乎全灭俄罗斯海军第二太平洋舰队。俄国海军38艘派往远东的军舰中有21艘被击沉，7艘被捕获，6艘被解除武装，4545名官兵战死，6106人被俘。日本海军则只损失三艘鱼雷艇和116人。
日本海军之后在“复制·改进·创新”的政策下继续自己的扩张道路。工厂经常会为测试和分解买入两艘相同型号的外国舰艇，随后对其进行研究和改进。这样的作法使得最初只能依靠进口的军舰逐渐可以在国内进行组装，直到最后可以完全国产，从一八八〇年代开始的小型鱼雷艇到一九〇〇年代早期的大型战列舰。本來1905年（明治38年）建造的萨摩百分之八十部件来自於英国，在1910年（明治43年）完成的河内只剩百分之二十部件需要靠进口的速度發展。1907年（明治40年），海军开始建立“八八舰队”政策，但因为财政问题未能成为现实。日本海军最后的大型军舰进口是在1913年（大正2年）从维克斯购买的金刚战列巡洋舰。到1918年（大正7年），日本在大部分军舰的制造工艺上已经达到世界水平。在经歷日本海海战（对马海峡海战）后，佐藤铁太郎等海军思想家开始规划一个将来和美国海军对抗的政策，佐藤希望日本战列舰规模必须达到对方实力的百分之七十以上，以做強為目標，開始進行改良研發工作。1920年（大正9年），日本海军基本成为僅次英美的世界第三大海军。

### 第一次世界大战
日本根據在1902年（明治35年）签订的英日同盟条约，以英国的盟友身份參加第一次世界大战，在青岛战役中夺取德国在青岛的海军基地。1914年（大正3年）9月5日，日本海军的水上机母舰若宫发起世界上第一次海軍航空攻击。從1914年9月到11月6日德軍投降時，日軍四架莫里斯·法爾曼水上飛機轟炸德軍通信和指揮中心等陸上目標，並炸傷一艘德國水雷艇。
日軍派遣一个艦队到中太平洋追擊德国海军的东亚巡洋舰战队，德軍退到南大西洋后被皇家海军在福克蘭群島海戰中歼灭。日本获得德国在密克罗尼西亚群岛的部分领地，包括马里亚纳群岛（除了关岛），加罗林群岛和马绍尔群岛，凡尔赛条约將這些领地委任日本統治，日本成立南洋厅。虽然英国一度要求向日本海军借四艘金刚级战列舰，但被日本拒绝。1917年（大正6年）3月，日本海军向地中海派出一个特别小队，其中包括一艘防护巡洋舰明石和八艘最新型的驱逐舰，保护协约国在马赛，塔兰托和埃及的海运线。明石后来换成出雲，并且加入另外四艘驱逐舰和装甲巡洋舰日進。到第一次世界大战结束时，日本海军保护788艘协约国的船只，驱逐舰桦被一艘奥地利的潜水艇击沉导致59名官兵战死。1918年（大正7年），吾妻巡洋舰被派往印度洋维持新加坡和苏伊士运河之间的海域。在战争结束后，日本获得七艘从德国海军被除籍的潜水艇。

### 戰間期
1918年（大正7年），日本海军邀请法国军事团队来到日本演示航空兵的运作。1921年（大正10年），一个叫做森皮尔的英国军事顾问队在日本居住一年半展示最新的飞机（如格洛斯特飛機公司“雀鹰”）和战术。同年日本海军的预算达到国家财政收入的32％，世界上第一艘正式的航空母舰凤翔竣工。410毫米口径的长门和460毫米口径的大和级战列舰后来成为日本海军大舰巨炮主义的象征。1928年（昭和3年），日本海军推出吹雪型驅逐艦，开创性的127毫米口径炮和鱼雷塔成为其它海军模仿的目标，而它610毫米的九三式鱼雷直到二次大战结束前为世界上最优秀的鱼雷之一。在第二次世界大战爆发前，特别是因为第二次中日战争的影响，日本海军开始把未来的主要对手定为美国海军。日本海军在这段时期所面临的问题可以说要比其他任何海军都要严峻。日本的经济运转很大程度上依赖於海外资源的进口，为保护如在南海地区的石油，必须维持一个大型远洋舰队。但这样体系就和原本受到马汉思想影响的“舰队决战”（让潜水艇在太平洋先伏击来袭的敌舰，随后再在日本海和剩下的敌人进行一次最后的决战）政策相冲突。在佐藤铁太郎的建议下日本曾在华盛顿海军条约中强调维持达到美国海军战列舰数量70％（给予日本在决战中优势）的要求，而对方则只希望保持在60％。日本工业输出的局限性逼迫日本只能追求在战舰品質，训练和战术上优於对手。但日本海军忘記他们以后在太平洋战争中将面对的敌人不受過去对手的政治与地理的限制，而且未能将舰队和人员的损失计算在内。这些年里在战列舰和航空母舰的问题上也有过激烈的争论，但沒有作出最後結論，使得两种军舰都進行开发，而兩者在数量上都沒有取得绝对优势。1941年（昭和16年），大日本帝国海军拥有十艘战列舰，十艘航空母舰，三十八艘重型和轻型巡洋舰，一百十二艘驱逐舰，六十五艘潜水艇和其它舰艇。
1920－30年代，日本海軍大概分艦隊派及條約派兩個對立派系，於海军假日時期的日本政壇上發生多次衝突。條約派認識到日本經濟的困難，主張遵守倫敦海軍條約，限制軍備發展以充實國力，以加藤友三郎元帥為代表人物，以海軍省為代表。相對於此，艦隊派是反對《倫敦海軍條約》，提倡全力擴張艦隊，挑戰歐美列強在亞太地區權力的勢力，以伏見宮博恭王、加藤寛治、山本英輔、末次信正、高橋三吉等人及軍令部為中心，日後珍珠港事變率領日軍艦隊偷襲夏威夷的南雲忠一中將亦為這一派的代表人物。
雖說艦隊派與條約派互為對立，然而兩者僅代表當時日本海軍中兩種對立的意見，並非有組織的兩個團體，兩者之間亦無明確的定義與分割。
1929年，日本帝國海軍成立日本海軍陸戰隊。

### 第二次世界大战

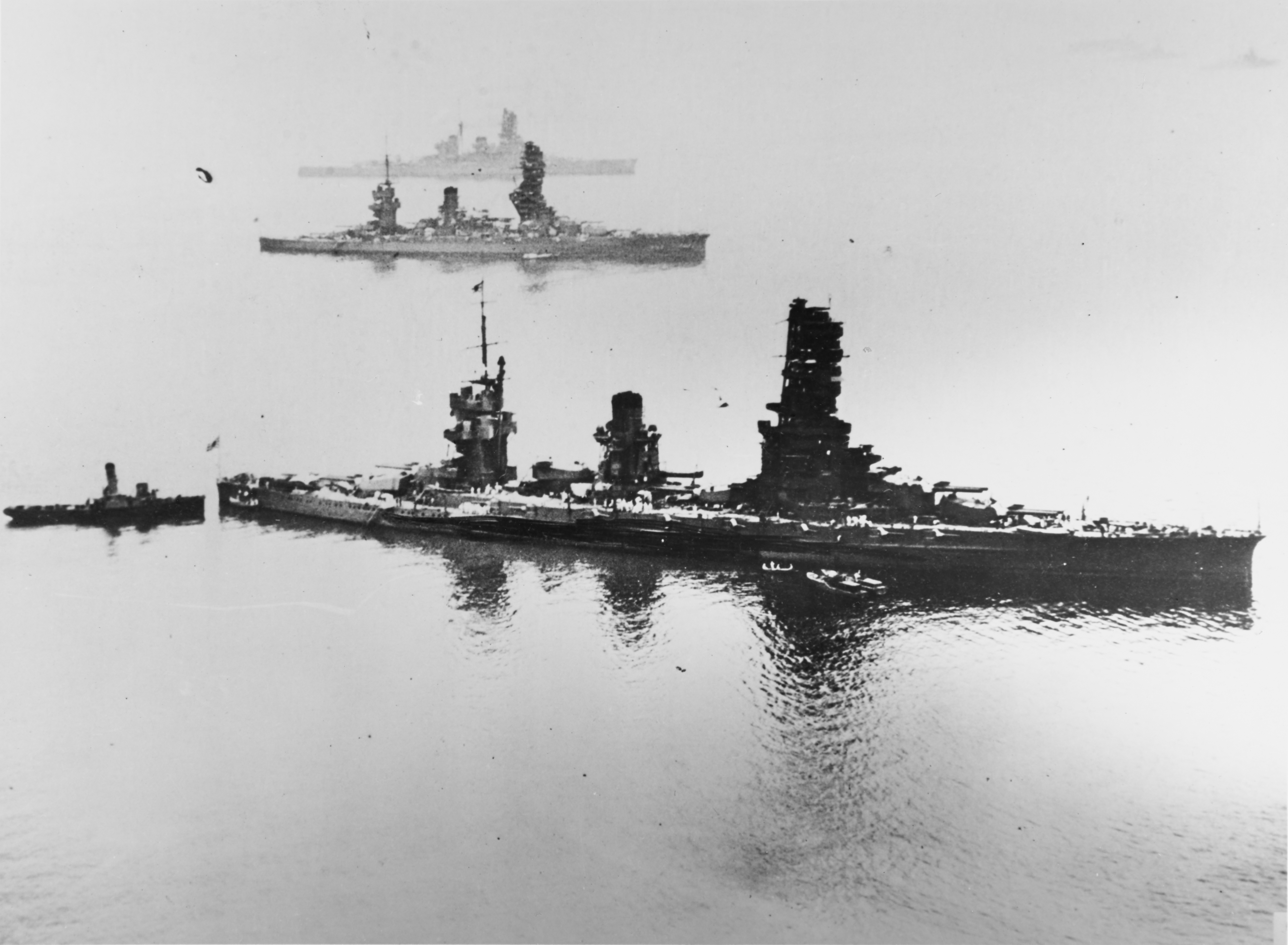
第一舰队兩艘超無畏艦「扶桑」、「山城」，以及戰鬥巡洋艦「榛名」。

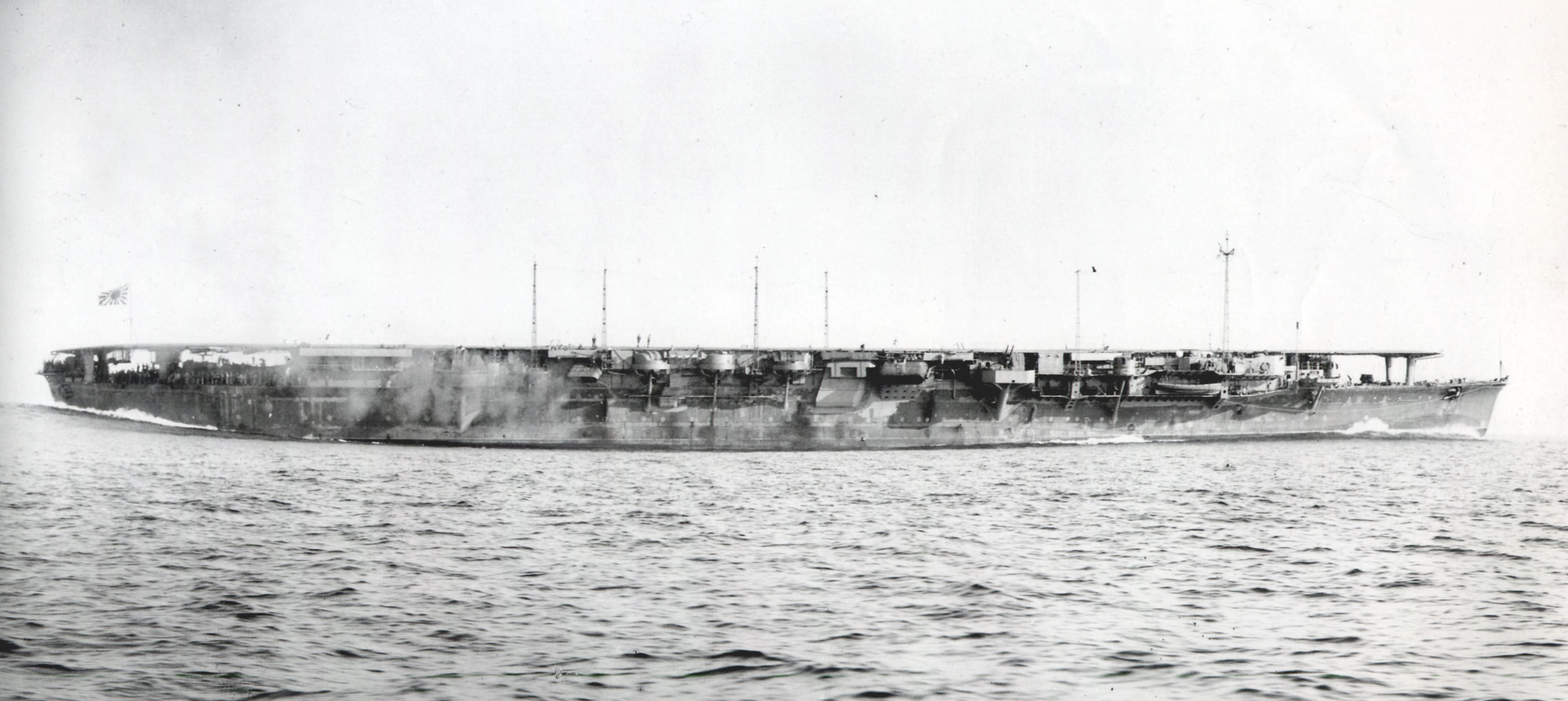
航空母艦「千代田」

在太平洋战争初期，日本海军依靠装备和战术的优越性在快速进攻的准则下席卷在太平洋上的主要对手。不过美国在工业输出和新颖技术发展的推动下渐渐的把战局扭转过来。日本海军未曾在防守工事上做过大规划，暴露自己重要的通讯系统，缺乏有效反潜力量来保护海运补给航线，同时又没用其庞大的潜水艇部队来运送物资装备。到戰爭末期，日本帝国海军只能被迫使用极端的作法，如特别攻击队来阻止敌人的进攻。1945年（昭和20年）8月14日，日本政府接受波茨坦公告。8月15日，日本放送协会播放由昭和天皇阅读的终战诏书，正式宣布日本无条件投降。9月2日，日本代表团的十一人，包括代表大本营的大日本帝国陆军参谋长梅津美治郎在降书上簽字。
1941年（昭和16年），日本海军在战列舰上的巨大投资促使世界历史上最大的战列舰大和号在同年年底竣工。第二次世界大战（太平洋战争）的后半期也是战列舰之间进行的最后几次较量。1944年（昭和19年）10月25日凌晨，美国海军第七舰队的一只增援部队，包括六艘战列舰，四艘重型巡洋舰，四艘轻型巡洋舰，二十八艘驱逐舰和三十九艘鱼雷艇，在莱特湾海战中的“苏里高海峡之战”里开火并且击沉西村祥治中将指挥的山城號戰艦和扶桑号战列舰。同日在萨马岛之战中，栗田健男中将旗下的大和，长门，金刚和榛名號戰艦四艘战列舰在美国海军驱逐舰与护卫驱逐舰的干扰下，外加自己对於战局的误算未能有效的歼灭对方“塔非三”机动部队中的护航航空母舰。与其受到更大的伤亡，美国海军最终只损失一艘护航航母，两艘驱逐舰和一艘护卫舰。但随着海军航空力量的成熟，在“太平洋战争”的后期，战列舰常常只能执行对岸袭击和为航空母舰护航等任务。大和和武藏在未能到达可以对敌方舰队进行射击的距离内就因空袭而被击沉。随着科技技术的转变，对更大吨位与口径的战列舰计划如超大和型战舰则被取消。
在1920年代，加贺（原本是战列舰）和赤城（原本为战列巡洋舰）为符合华盛顿海军条约被改造成航空母舰。1935年（昭和10年）至1938年（昭和13年）间，加贺和赤城为容纳更多飞机经历几次改装。日本海军旗下的十艘航空母舰在太平洋战争开始的时候是世界上最大乃至最先进的航母舰队之一。战争的初期美国海军拥有七艘航母，但在太平洋只有三艘。英国皇家海军的八艘航空母舰僅有一艘在印度洋周边服役。直到埃塞克斯级的出现，日本海军的翔鹤级航空母舰在很多方面基本拥有最先进的设备。不过因为华盛顿海军条约和伦敦海军条约的影响，限制不少舰艇的大小。在中途岛海战后，日本海军损失四艘旗舰航母与相关船员，迫使其只能把商用和其它军舰改装成如飞鹰号般的小型护航航母。另外一套改造计划，信浓，则把大和级战列舰的三号舰改装成第二次世界大战中最大吨位的航空母舰。虽然其余的旗舰航母在战争结束前都未能完成，但在1944年（昭和19年）6月出航的大凤号成为日本海军唯一一艘安装装甲甲板和全封密式仓库的母舰。
在太平洋战争开始时，日本海军拥有世界第一流的战斗系统。零式战斗机是当时最先进的舰上战斗机之一，三菱的九六式陆上攻击机和川西二式飞行艇也是它们各自领域里最优秀的飞机之一。同时，很多日本海军航空队队员不仅接受高强度的训练而且不少都在中国战场经历过洗礼。日本海军的九六式陆上攻击机和一式陆上攻击机在1941年（昭和16年）12月10日成功击沉英国皇家海军的威尔士亲王号战列舰和反击号巡洋舰。随着战争的延续，虽然日本海军的航空机拥有相当可观的航程，但却为其牺牲重要的装甲。当安装更多保护措施的重型美国海军舰载战斗机大量出现时，常常可以针对性攻击敌人的这项弱点。训练一名出色的舰载航空兵一般需要两年的时间，日本海军缺少一套有效的训练系统来弥补在作战中不断失去的优秀战斗机驾驶员。日本海军航空兵在战争后期的经验不足使他们在菲律宾海海战等战役中付出惨重的代价。在莱特湾海战后则越来越依赖於特别攻击队。到战争末期，日本海军虽然推出几种如川西紫电改和雷电等优秀的设计，但因为工业能力与资源储量的限制，外加对方针对性的轰炸未能量产化。日本为了弥补数量上的劣势，推出九州震电歼击机和樱花特别攻击机等极端设计。中岛的橘花攻擊機和三菱的秋水得到盟友德国方面的技术援助（大部分通过图纸），但都未能对战局有任何改变。
日本海军在整个第二次世界大战中拥有种类最丰富的潜水艇部队。从有人操纵的回天式鱼雷，蚊龙与海龙级潜艇式小型特殊潜水艇，中型潜水艇，补给潜水艇（大部分为陆军所用），远距离潜水艇（不少载有飞机），伊二〇一型高速潜水艇到可以携带三架晴嵐攻擊機的伊四〇〇型潛艦。其中还包括世界领先的五百三十三毫米九五式鱼雷。1942年（昭和17年）9月9日，伊号第二五潜水艇的藤田信雄兵曹长执行在整个战争中唯一次对北美大陆本土的空袭。有些其它潜水艇如伊三〇、伊八、伊三四、伊二九和伊五二舰艇远渡重洋到达在德国控制下的欧洲战场。伊号第一〇潜水舰，伊一六和伊二〇参加从1942年（昭和17年）5月份开始的马达加斯加之战。不过总体来说日本海军潜水艇部队在战争中没有取得太大战果。很多潜艇与其对商船进行攻击，却把目标定为更加快速而且拥有更多保护措施的战舰。1942年（昭和20年），日本海军的潜水艇击沉约克镇和胡蜂号舰队航母，一艘巡洋舰外加其它几艘驱逐舰和舰艇，击伤如萨拉托加号等。但是随着敌方对於保护措施的加强未能保持如此的战绩。到战争末期，不少潜艇被用於运送物资。日本海军的184艘潜水艇队伍在整个第二次世界大战中击沉大约100万吨（170艘）的商船。相比，皇家海军击沉150万吨（493艘），美国海军击沉465万吨（1079艘），而德国海军旗下的一千艘U－潜艇则击沉超过1450万吨（2000艘）的敌舰。终战后，被除籍的几艘大型舰艇如伊四〇〇、伊四〇一、伊二〇一、伊号第二〇三潜水舰在苏联的反对下被送到美国进行分解研究。
在第二次世界战争（太平洋战争）结束前，日本海军为弥补渐渐处於劣势的主力舰队组建不少以“一人换一舰”为目的的“特别攻击队”（「特別攻撃隊」）。这些部队包括櫻花式特別攻擊機，震洋式攻击艇，海龙级潜艇式特殊潜水艇，回天式鱼雷和伏龙式手持水雷。1945年（昭和20年）6月，大约两千架特攻部队的飞机在冲绳岛战役中击沉34艘战舰，击伤364艘。

### 遺產
日本海軍省在日本战败后解体，成為“第二復員省”，協助滯留海外的军舰和海軍人员返回日本本土並進行復員。1947年（昭和22年），所有军队在新颁布的日本国宪法下解散，宪法内第九条提及“日本国民期望国际正义和次序，并且永久的放弃以国权的名义用战争与武力来解决国际纷争”。1948年（昭和23年）5月1日，成立海上保安厅。韓戰爆發期間，1952年（昭和27年）4月26日，重新建立海上警備隊。1954年（昭和29年），在当时防卫厅的籌備與改組後，重新武裝化，成立今天的日本海上自卫队。

## 組織

### 部門
- 海軍省
- 軍令部
- 海軍省外局
- 海軍的軍需工場，如海軍工廠、空廠、火薬廠、燃料廠、衣糧廠、療品廠等。
- 海軍大臣直属的教育組織：海軍大学校、海軍兵学校、海軍機關学校、海軍經理学校。
- 鎮守府：海軍的地方組織。負責艦艇維護、軍人訓練等。
- 警備府：重要的港口，與鎮守府同級。
- 要港部：鎮守府隸屬下的組織。
- 海軍病院：負責海軍療養，如吳海軍病院、横須賀海軍病院。
- 艦隊：其司令長官由天皇直接管轄。
  - 聯合艦隊：由兩個或多個艦隊組成，是主要軍事力量。
  - 支那方面艦隊：與聯合艦隊相當的大型艦隊，不屬於聯合艦隊，在中國大陸從事海軍作戰。
  - 海上護衛總司令部：和聯合艦隊同等級的單位，不屬於聯合艦隊，而是護衛艦隊。
  - 鎮守府部隊、警備府部隊：獨立的部門，負責其轄區內的防禦工作。

### 軍官
- 海軍大臣
- 海軍軍令部長、参謀本部次官、参謀本部海軍部長、海軍参謀部長、海軍軍令部長、軍令部總長
- 連合艦隊司令長官
- 海軍軍人（大日本帝国海军军人列表）

### 海軍区
1938年（昭和13年）的海軍區畫、軍港、要港一覧：
| 海軍区 | 管轄 鎮守府 | 鎮守府的轄區（海上和陸上）                                                                       | 海上區劃轄區                         | 陸上區劃轄區                                  | 軍港   | 要港                         |
| ------ | ----------- | ------------------------------------------------------------------------------------------------ | ------------------------------------ | --------------------------------------------- | ------ | ---------------------------- |
| 第一   | 横須賀      | 樺太、北海道、青森、岩手、秋田、宮城、福島、茨城、千葉、東京、神奈川、静岡                       | 愛知、三重                           | 山形、新潟、栃木*、群馬*、埼玉*、山梨*、長野* | 横須賀 | 大湊（青森）                 |
| 第二   | 吳          | 和歌山、大阪、兵庫、岡山、広島、山口、富山、石川、福井、京都、鳥取、島根、徳島、高知、愛媛、香川 | 山形、新潟、大分、（宮崎）、（福岡） | 愛知、三重、岐阜*、奈良*、滋賀*               | 呉     | 德山（山口）、舞鶴（京都）   |
| 第三   | 佐世保      | 鹿児島、佐賀、長崎、熊本、沖縄、朝鮮、台湾                                                       | （福岡）、（宮崎）                   | 大分、宮崎、福岡                              | 佐世保 | 鎮海（朝鮮）、馬公（澎湖島） |
| 關東州 | 佐世保      | 關東州及其海上                                                                                   | -                                    | -                                             | -      | 旅順（關東州）               |
| 南洋   | 横須賀      | 南洋諸島委任統治区域及びその海上                                                                 | -                                    | -                                             | -      | -                            |

## 武裝
日本海軍的主要水面艦艇有：戰列艦、航空戰列艦、巡洋艦、海防艦、砲艦、驅逐艦、潜水艇、潜水母艦、航空母艦、敷設艦、掃海艇、特務艦、輸送艇、雑役船等。